# Place Charles-III
Pour les articles homonymes, voir Place du Marché.
La place Charles-III, anciennement appelée place Henri-Mengin et plus couramment nommée place du Marché, est la place la plus importante de la Ville-neuve à Nancy.

## Situation et accès
Il s'agit d'une articulation clef du commerce nancéien puisque située dans une vaste zone commerciale allant des rues Saint-Jean et Saint-Dizier jusqu'au centre commercial Saint Sébastien et qui abrite le marché couvert de Nancy.

## Origine du nom
Cette voie honore Charles III de Lorraine.

## Historique

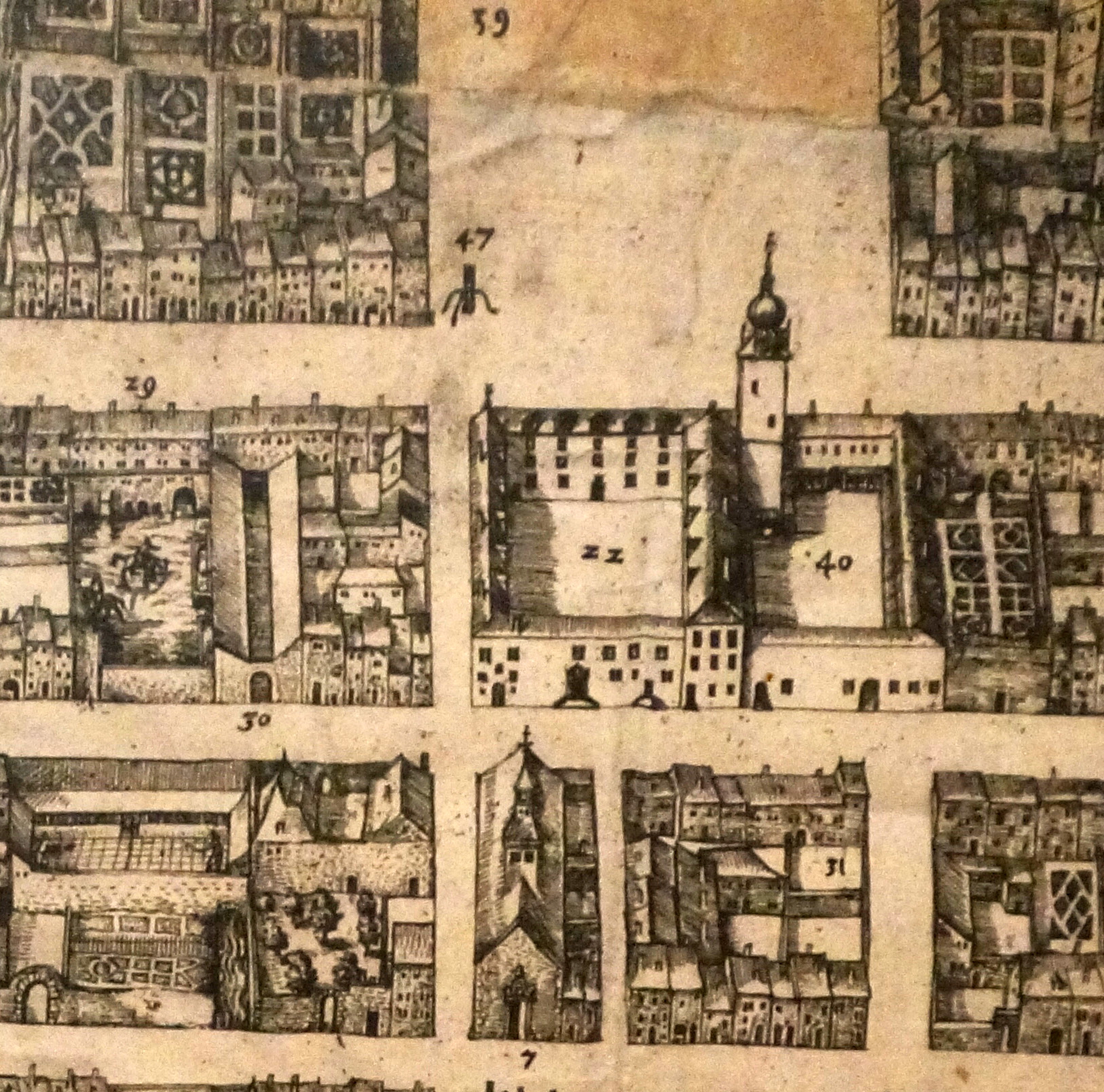
47 fontaine, 40 marché au blé, 7 église st-Sébastien ; plan de 1611.

Créée à la fin du XVIe siècle, cette place est conçue comme le centre urbain de la ville-neuve de Nancy, voulue par la volonté du Duc Charles III de Lorraine.
Dès sa création, elle abrite le marché couvert de Nancy, ainsi que l'hôtel de ville de Nancy, jusqu'à sa destruction et son transfert place Stanislas au XVIIIe siècle.
Depuis la destruction de l'ancien hôtel de ville, la place est désormais dominée par la façade baroque de l'église Saint-Sébastien.

### Place Charles III, Duc de Lorraine
À partir de 2010, la municipalité lance un vaste plan de restructuration de la place afin de lui redonner lisibilité et l'importance initiale puisqu'elle était le centre de la ville renaissance (Ville-neuve).
Dès 2012, l'esplanade entre l'église Saint-Sébastien et le marché couvert est dénommée Place Charles-III, du nom du Duc Charles III de Lorraine, commanditaire de la ville-neuve de Nancy à partir de 1590, et dont la statue prévue par son fils, Henri II, pour orner la place, devait être érigée, conformément au modèle existant. Une pétition fut lancée et 48 heures plus tard elle frôlait 500 signatures, la statue n'a pas été mise en place.
Ce double projet (appellation et statue équestre) est ancien puisqu'en 1840, Prosper Guerrier de Dumast le défendait déjà : « [...] comment s’imaginer, par exemple, qu'on ait tout-à-fait perdu de vue le sage et puissant législateur Charles III ! et que ce créateur de la ville neuve [...] n'y possède pas un monument, une chétive pierre en son honneur ! Pourrait-on hésiter aujourd'hui à décorer de son souvenir la place du Marché ? Située au centre de ses œuvres, elle lui serait encore convenablement dédiée et devrait prendre par mille raisons le nom de place Charles trois, quand telle n'en eût pas été l'antique destination, quand les habitants de Nancy n'auraient pas jadis résolu d'y placer sa statue équestre. »

## Bâtiments remarquables et lieux de mémoire
L'église Saint-Sébastien, église construite à Nancy au XVIe siècle, classée au titre des monuments historiques par arrêté du 6 juillet 1921.

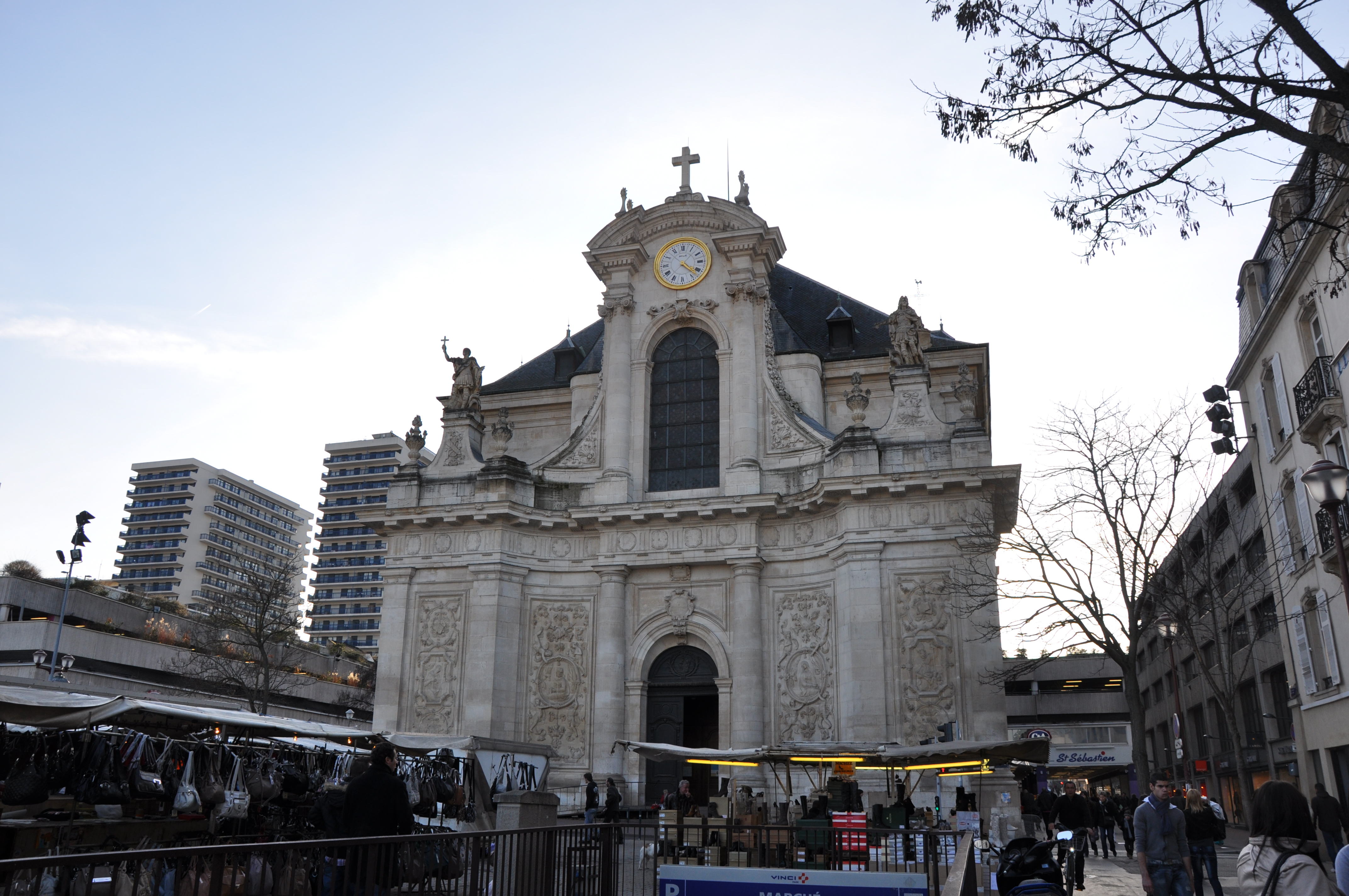
La place vers l'Église Saint-Sébastien de Nancy avec le marché.
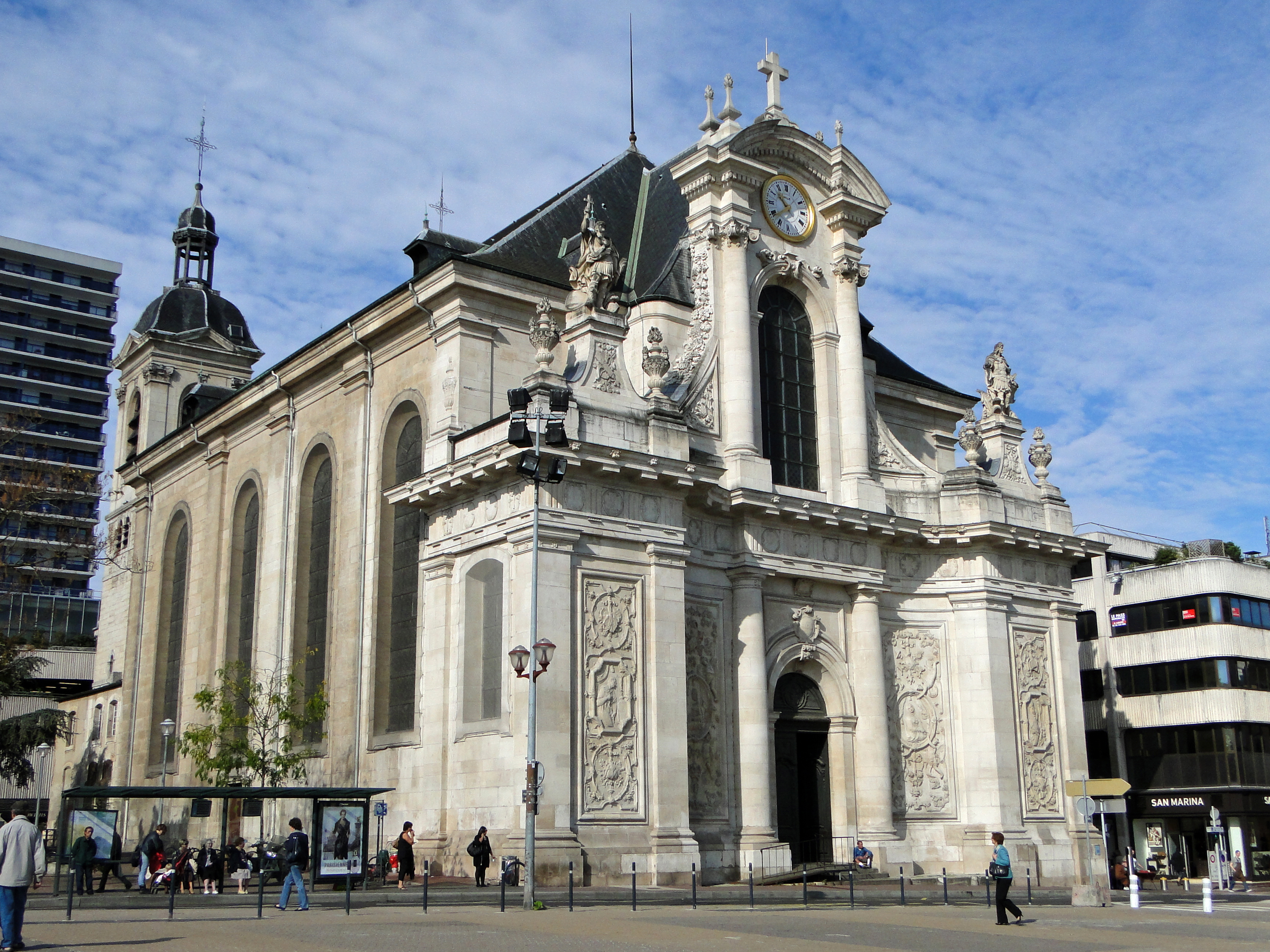
Église Saint-Sébastien.
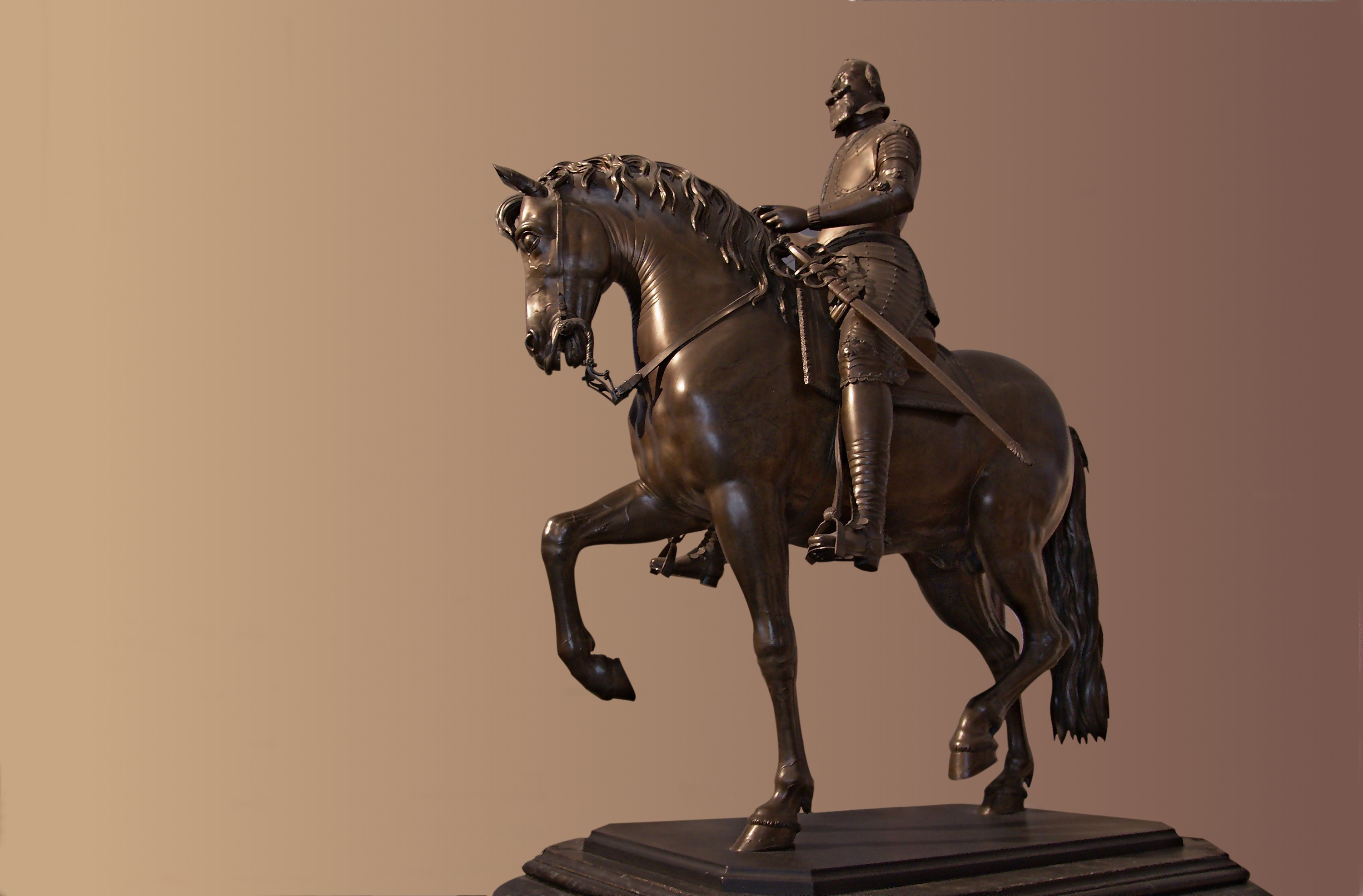
Le modèle de la statue prévue par Henri II en mémoire de son père Charles III.
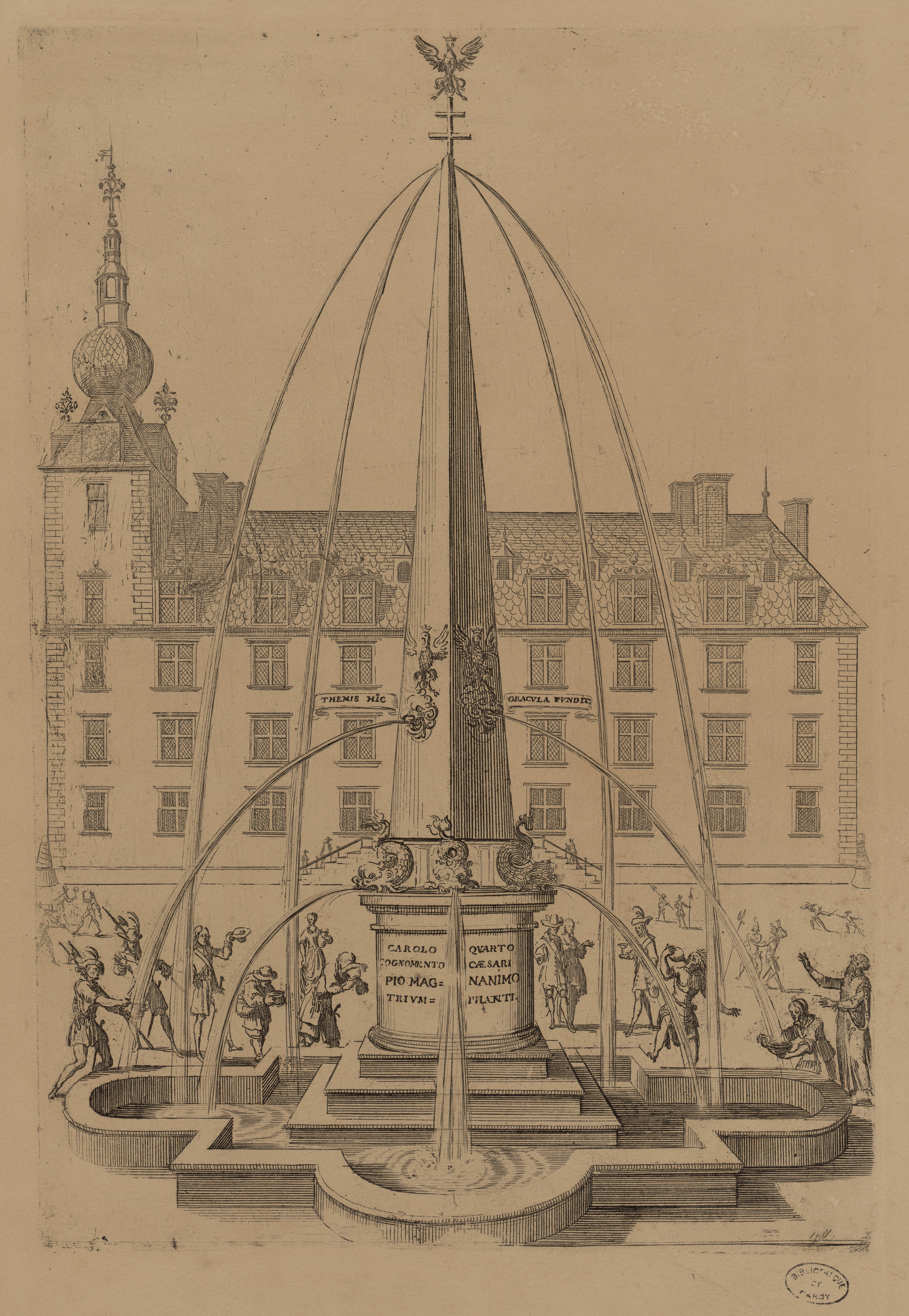
Projet de fontaine en l'honneur de Charles III.